# Paul Newman
Paul Leonard Newman (Shaker Heights (Ohio), 26 januari 1925 – Westport (Connecticut), 26 september 2008) was een Amerikaans acteur. Hij was een van de meest populaire Amerikaanse acteurs van de jaren zestig, met hoofdrollen in populaire films als The Hustler, Hud, Cool Hand Luke en Butch Cassidy and the Sundance Kid. Zijn carrière begon in de jaren 50, maar ook in de jaren 70 was Newman erg populair. Hij speelde in 1973 in de film The Sting met Robert Redford en geregisseerd door George Hill Roy, met deze twee had hij ook samengewerkt in Butch Cassidy and the Sundance Kid uit 1969. Ook produceerde en regisseerde hij enkele films, daarnaast schreef hij ook het scenario voor Harry & Son uit 1984, dat hij ook regisseerde. Hij werd tien maal voor een Oscar genomineerd. In 1987 won hij de Oscar voor beste mannelijke hoofdrol voor zijn rol in The Color of Money uit 1986, waarin hij samenspeelde met Tom Cruise, geregisseerd door Martin Scorsese. Newman was ook autocoureur en deed een stem in de animatiefilm Cars.

## Biografie

### Beginjaren

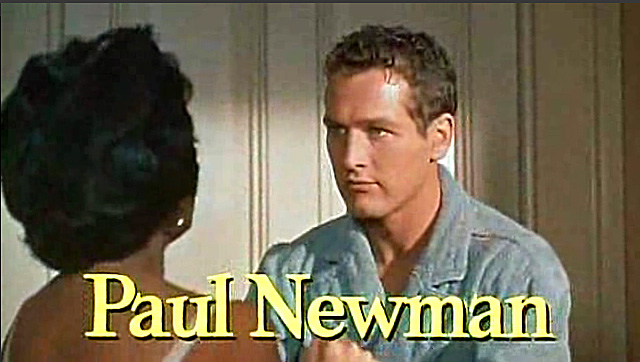
Cat on a Hot Tin Roof (1958) leverde Newman z'n eerste Academy Award-nominatie op.

Paul Newman werd in 1925 geboren in Shaker Heights, een plaatsje nabij Cleveland, Ohio. Tijdens de Tweede Wereldoorlog ging hij bij de marine. Aanvankelijk was hij aangemeld voor de opleiding tot V-12-piloot, maar hij werd geschrapt toen zijn kleurenblindheid ontdekt werd. Hij kwam toen terecht in de training voor radioman, staartschutter en bommenwerper en diende vanaf 1944 in diverse luchtmacht-afdelingen in de Pacific, o.a. bij de opleiding van gevechtsvliegers.
In 1946 ging hij naar Kenyon College en later studeerde hij drama aan de Yale-universiteit. Via rollen bij de tv kwam hij in 1953 op Broadway, waar hij zijn debuut maakte in het stuk Picnic. Hierna kreeg hij een filmcontract bij Warner Bros. Zijn eerste film, The Silver Chalice uit 1954, was een grote flop. In 1956 had hij zijn eerste succes te pakken met de boksfilm Somebody Up There Likes Me. Tijdens de opnamen van zijn volgende film, The Long, Hot Summer, ontmoette hij zijn tweede vrouw, actrice Joanne Woodward. Ze zouden hierna vaker samen in een film verschijnen. Met zijn rol in Cat on a Hot Tin Roof, met Elizabeth Taylor, werd hij voor de eerste maal genomineerd voor een Oscar.

### Jaren zestig en zeventig
De jaren zestig ging hij in als een grote ster. Hij speelde in een rij kassuccessen, als Exodus, The Hustler en Hud. Voor de laatste twee kreeg hij zijn tweede en derde Oscarnominatie. Na een pauze van twee jaar keerde hij terug met Hitchcocks Torn Curtain. In 1968 kreeg hij zijn vierde Oscarnominatie, voor Cool Hand Luke. Datzelfde jaar volgde zijn regiedebuut, Rachel, Rachel, met Joanne Woodward in de hoofdrol. Hij kreeg een Oscarnominatie voor beste film en werd door de recensenten van New York uitgeroepen tot beste regisseur van 1968. Datzelfde jaar voerde hij samen met zijn vrouw campagne voor Eugene McCarthy, de presidentskandidaat voor de Democraten. Hierdoor kwam hij op de "Enemies list" van Richard Nixon, de Republikeinse tegenkandidaat, terecht.
In 1969 kwam hij voor de eerste keer in aanraking met de autosport, in de film Winning. Wat begon als een hobby, leidde tot een tweede carrière. Vanaf 1972 deed hij aan professionele wedstrijden mee. In 1979 werd hij tweede in de 24 uur van Le Mans en in 1995 won hij op zeventigjarige leeftijd de 24 uur van Daytona.
In 1969 speelde hij met Robert Redford in de western Butch Cassidy and the Sundance Kid. Het betekende de grote doorbraak van Redford. In 1973 speelde hij weer samen met Redford in The Sting, die de Oscar voor beste film won. Andere succesvolle films uit de jaren zeventig waren de rampenfilm The Towering Inferno en de sportfilm-parodie Slap Shot. Hij speelde ook de hoofdrol in de westernparodie The Life and Times of Judge Roy Bean uit 1972.
In 1971 richtte hij samen met Barbra Streisand en Steve McQueen de productiemaatschappij First Artists op, waarvoor hij enkele films regisseerde. In 1978 overleed zijn enige zoon Scott Newman aan een overdosis. In zijn naam stichtte Newman de Scott Newman Foundation (sinds 2000 is de naam Scott Newman Center) een stichting die zich inzet voor het genezen van drugsverslaafden.

### Jaren tachtig tot 2008
In de jaren tachtig speelde hij nog in enkele succesvolle films, waaronder Absence of Malice en The Verdict, waarvoor hij zijn zesde en zevende Oscarnominatie kreeg. De Academy eerde hem in 1986 met een ere-Oscar. Voor The Color of Money, de sequel van The Hustler, ontving hij uiteindelijk zijn eerste echte Oscar. Vanaf 1989 speelde hij minder filmrollen. In 1995 kreeg hij nog een Oscarnominatie voor Nobody's Fool en in 2003 voor Road to Perdition.
In 1982 begon hij ook een nieuwe carrière met Newman's Own, een bedrijf dat voedselproducten produceert, waaronder saladedressing, pastasaus en popcorn. De winst van het bedrijf wordt geschonken aan goede doelen, voornamelijk voor kinderen met kanker.
Op 25 mei 2007 verklaarde hij in een interview met de Amerikaanse zender ABC dat hij zou stoppen met acteren, omdat hij "niet meer kan werken op het niveau dat ik zou willen" en, omdat hij naar eigen zeggen zijn geheugen, zijn vertrouwen en zijn vindingrijkheid begon te verliezen. Hij wilde zich voortaan concentreren op zijn restaurant en op projecten voor terminaal zieke kinderen. Voor dit laatste werd hij in 2007 door Franse overheid onderscheiden met de benoeming van Officier in het Legioen van Eer.
Op 26 september 2008 overleed Paul Newman op 83-jarige leeftijd aan de gevolgen van longkanker.

## Onderscheidingen
1991: Four Freedoms Award vrijwaring van Gebrek

## Trivia
- In de stripreeks Nero was de booswicht Ivan in het album "Ivan De Verschrikkelijke" (1972) een karikatuur van Paul Newman.
- In 2014 verscheen het boek “En weer zat er een Paul Newman in de keuken”. Rijk de Jong (pseudoniem Aristide von Bieneveldt) schreef in dit dagboek over de onteigening van de herenboerderij van zijn ouders.

## Filmografie (selectie)
- Tales of Tomorrow (televisieserie) - Sergeant Wilson (afl. Ice from Space, 1952)
- Suspense (televisieserie) - Capt. Radetski (afl. Woman in Love, 1952)
- You Are There (televisieserie) - Rol onbekend (afl. The Assassination of Julius Caesar (March 15, 44 B.C.), 1953)
- You Are There (televisieserie) - Plato (afl. The Death of Socrates (399 B.C.), 1953)
- The Aldrich Family (televisieserie) - Regelmatig terugkerende rol (1952-1953)
- You Are There (televisieserie) - Nathan Hale (afl. The Fate of Nathan Hale (September 22, 1776), 1953)
- The Web (televisieserie) - Rol onbekend (afl. The Bells of Damon, 1953|One for the Road, 1953)
- The Joe Palooka Story (televisieserie) - Toeschouwer gevecht (afl. The Big Blow-Off, 1954, niet op aftiteling)
- The Mask (televisieserie) - Rol onbekend (afl. The Party Night, 1954)
- Goodyear Television Playhouse (televisieserie) - Rol onbekend (afl. Guilty Is the Stranger, 1954|Thunder of Silence, 1954)
- Armstrong Circle Theatre (televisieserie) - Rol onbekend (afl. The Contender, 1954)
- Danger (televisieserie) - Rol onbekend (afl. Knife in the Dark, 1954)
- The Silver Chalice (1954) - Basil
- The United States Steel Hour (televisieserie) - Tom Corey (afl. The Rise and Fall of Silas Lapham, 1954)
- Appointment with Adventure (televisieserie) - Mack (afl. Five in Judgment, 1955)
- Appointment with Adventure (televisieserie) - Rol onbekend (afl. Honeymoon in Spain, 1955)
- The Philco Television Playhouse (televisieserie) - Rol onbekend (afl. The Death of Billy the Kid, 1955)
- Producer's Showcase (televisieserie) - George Gibbs (afl. Our Town, 1955)
- Playwrights '56 (televisieserie) - The Battler (afl. The Battler, 1955)
- The United States Steel Hour (televisieserie) - Giorgio (afl. The Five Fathers of Pepi, 1956)
- The Kaiser Aluminum Hour (televisieserie) - Danny Scott (afl. The Army Game, 1956)
- Somebody Up There Likes Me (1956) - Rocky
- The United States Steel Hour (televisieserie) - Henry Wiggen (afl. Bang the Drum Slowly, 1956)
- The Rack (1956) - Capt. Edward W. Hall, Jr.
- The Kaiser Aluminum Hour (televisieserie) - Charlie Correlli (afl. The Rag Jungle, 1956)
- The Helen Morgan Story (1957) - Larry Maddux
- Until They Sail (1957) - Kapitein Jack Harding
- Playhouse 90 (televisieserie) - Christian Darling (afl. The 80 Yard Run, 1958)
- The Long, Hot Summer (1958) - Ben Quick
- The Left Handed Gun (1958) - Billy The Kid
- Cat on a Hot Tin Roof (1958) - Brick Pollitt
- Rally 'Round the Flag, Boys! (1958) - Harry Bannerman
- The Young Philadelphians (1959) - Anthony Judson Lawrence/Verteller
- From the Terrace (1960) - David Alfred Eaton
- Exodus (1960) - Ari Ben Canaan
- The Hustler (1961) - Eddie Felson
- Paris Blues (1961) - Ram Bowen
- Sweet Bird of Youth (1962) - Chance Wayne
- Hemingway's Adventures of a Young Man (1962) - Ad Francis, 'The Battler'
- Hud (1963) - Hud Bannon
- A New Kind of Love (1963) - Steve Sherman
- The Prize (1963) - Andrew Craig
- What a Way to Go! (1964) - Larry Flint
- The Outrage (1964) - Juan Carrasco
- Lady L (1965) - Armand Denis
- Harper (1966) - Lew Harper
- Torn Curtain (1966) - Professor Michael Armstrong
- Hombre (1967) - John Russell
- Cool Hand Luke (1967) - Luke
- The Secret War of Harry Frigg (1968) - Soldaat Harry Frigg
- Winning (1969) - Frank Capua
- Butch Cassidy and the Sundance Kid (1969) - Butch Cassidy
- WUSA (1970) - Rheinhardt
- Sometimes a Great Nation (1971) - Hank Stamper
- Pocket Money (1972) - Jim Kane
- The Life and Times of Judge Roy Bean (1972) - Rechter Roy Bean
- The Mackintosh Man (1973) - Joseph Rearden
- The Sting (1973) - Henry Gondorff
- The Towering Inferno (1974) - Doug Roberts
- The Drowning Pool (1975) - Lew Harper
- Buffalo Bill and the Indians, or Sitting Bull's History Lesson (1976) - William F. 'Buffalo Bill' Cody
- Great Performances: Dance in America (televisieserie) - Verteller (afl. American Ballet Theatre, 1976)
- Slap Shot (1977) - Reggie 'Reg' Dunlop
- Quintet (1979) - Essex
- When Time Ran Out... (1980) - Hank Anderson
- Fort Apache, The Bronx (1981) - Murphy
- Absence of Malice (1981) - Michael Collin Gallagher
- Come Along with Me (televisiefilm, 1982) - Rol onbekend
- The Verdict (1982) - Frank Galvin
- Harry & Son (1984) - Harry Keach
- The Color of Money (1986) - Fast Eddie Felson
- Fat Man & Little Boy (1989) - Gen. Leslie R. Groves
- Blaze (1989) - Gov. Earl K. Long
- Mr. & Mrs. Bridge (1990) - Walter Bridge
- The Hudsucker Proxy (1994) - Sidney J. Mussburger
- Nobody's Fool (1994) - Sully Sullivan
- Twilight (1998) - Harry Ross
- Message in a Bottle (1999) - Dodge Blake
- Where the Money Is (2000) - Henry Manning
- Road to Perdition (2002) - John Rooney
- Freedom: A History of Us (televisieserie) - Woodrow Wilson (afl. Safe for Democracy, 2003)
- Freedom: A History of Us (televisieserie) - Justice Earl Warren (afl. Democracy and Struggles, 2003)
- Our Town (televisiefilm, 2003) - Stage Manager
- Empire Falls (televisiefilm, 2005) - Max Roby
- Cars (2006) - Doc Hudson (Stem)
- Cars (computerspel, 2006) - Doc Hudson (Stem)
- Mater and the Ghostlight (dvd, 2006) - Doc Hudson (Stem)
- Cars 3 (2017) - Doc Hudson (oude banden, stem)